# Канаторізак
Канаторізак (рос. канаторезка; англ. wire-line knife cutter; нім. Seilmesser n, Seilschere f) – інструмент для відрізання каната (кабелю) безпосередньо в місці кріплення його до приладу або інструменту у свердловині при виконанні ремонтних робіт.